# Cars Race-O-Rama
'Cars Race-O-Rama' é um videogame de corrida baseado na franquia Cars, lançada em 12 de outubro de 2009. É a sequência de Cars Mater-National Championship, lançado em 29 de outubro de 2007.

## Jogabilidade
Cars Race-O-Rama é um jogo de aventura em que o jogador controla o protagonista de Cars e opiloto da Piston Cup Lightning McQueen. O jogo apresenta cinco mundos abertos não-lineares, incluindo Radiator Springs. Em cada área, o McQueen pode participar de vários tipos de corrida, incluindo corridas de circuito, relé e ponto a ponto. Alguns eventos permitem ao jogador controlar outros personagens, como a empilhadeira Guido em eventos conhecidos como Guido Kart. Durante esses eventos, o jogador participa de corridas de combate semelhantes às encontradas na série Mario Kart.
 
Durante o jogo para um jogador, os jogadores terão a oportunidade de atualizar visualmente o McQueen. Em sua configuração inicial, o jogador pode trocar o para-choque dianteiro, o capô, as saias laterais e o spoiler do McQueen. Além disso, suas rodas e pintura podem ser alteradas através de desbloqueios dos itens colecionáveis do universo do jogo.

## Desenvolvimento
Cars Race-O-Rama estreou na E3 2009. A versão principal foi desenvolvida pela Incinerator Studios, e esta versão foi lançada no PlayStation 3, Wii, Xbox 360 e Playstation 2. Era alimentado pelo motor da Rainbow Studios, que havia sido a tecnologia por trás dos dois versões anteriores de Carros. As versões PSP e DS do jogo foram criadas pela Tantalus Media em Melbourne e Brisbane, na Austrália. Uma linha de brinquedos para o lançamento foi lançada no início de 2009, pois o nome "Race O Rama" foi usado para a 3ª série do Mattel Die-Cast Disney Cars. Este é o último videogame da Disney/Pixar publicado pela THQ, bem como o último jogo a ser publicado por qualquer outra empresa exceto a Disney Interactive Studios até 2017, quando Cars 3: Driven to Win foi publicado pela Warner Bros. Interactive. É também o jogo final Cars lançado no PlayStation 2.

## Recepção
Cars Race-O-Rama  recebeu críticas variadas, de acordo com Metacritic.